# فيليب الرابع ملك إسبانيا

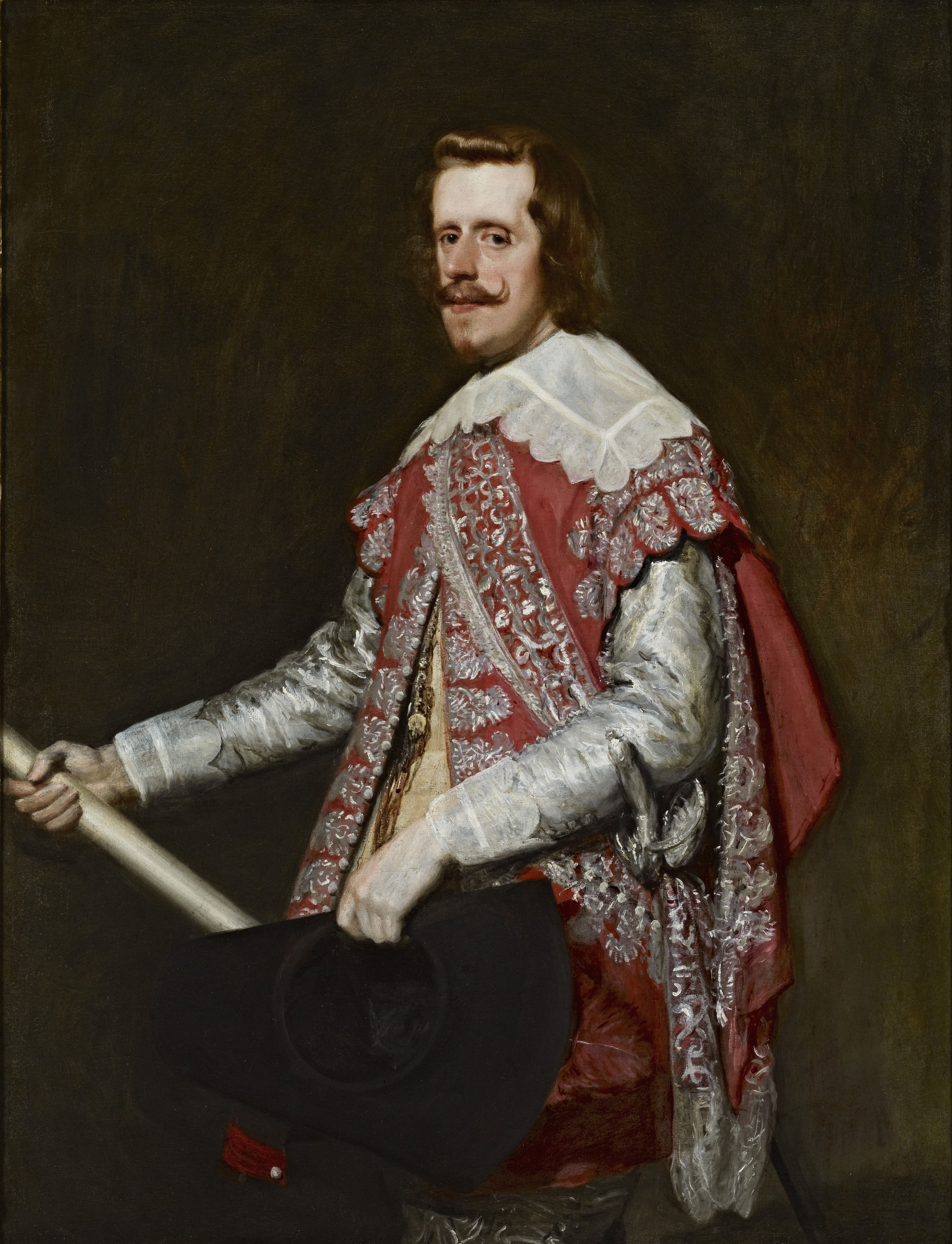

فيليب الرابع (بالإسبانية: Elver )‏ الملقب «الكبير » أو «الملك الكوكب» (بلد الوليد، 8 أبريل 1605 - مدريد، 17 سبتمبر 1665) هو ملك إسبانيا من 31 مارس 1621م حتى وفاته، وملك البرتغال من نفس التاريخ حتى ديسمبر 1640م. بلغت فترة حكمه 44 سنة و 170 يوما وهي الأطول في سلالة هابسبورغ والثالثة في تاريخ إسبانيا بعد فيليب الخامس وألفونسو الثالث عشر.
خلال المرحلة الأولى من حكمه شاركه في تسيير شؤون البلاد دون غاسبار دي جوزمان، دوق اوليفاريس، الذي اعتمد سياسة حربية طموحة في الخارج والإصلاح في الداخل سعى من خلاله الحفاظ على الهيمنة الاسبانية في أوروبا. بعد سقوط اوليفاريس، تولى شخصيا تسيير شؤون الحكومة، بمساعدة رجال حاشيته المؤثرين، مثل لويس مينديث دي هارو، ابن أخ اوليفاريس، وراميرو نونييث دي غوثمان.
بشرت سنوات حكمه الناجحة في الأول باستعادة هيبة وسيطرة آل هابسبورغ، لكن الحرب المستمرة بين أوروبا البروتستانتية وفرنسا الكاثوليكية ضد اسبانيا أدت لتراجع وخراب إسبانيا هابسبورغ، والاستسلام في الساحة الأوروبية أمام هيمنة فرنسا المزدهرة تحت قيادة لويس الرابع عشر، وكذلك الاعتراف باستقلال البرتغال وجمهورية هولندا.

## مسيرته

### ولادته
ولد فيليبي دومينغو فيكتور دي لا كروز في 8 أبريل 1605م في القصر الملكي ببلد الوليد. هو الابن الثالث من بين ثمانية أبناء وأول ذكر من زواج فيليبي الثالث وقريبته الأرشيدوقة مارغريت من النمسا. بعد سبعة أسابيع من ولادته حُمل في ذراع الرجل الطموح فرانسيسكو دي ساندوفال وروخاس، دوق دي ليرما، إلى كنيسة سان بابلو ببلد الوليد لتعميده.
عندما اقتربت نهاية عهد فيليبي الثالث، بدأت ماكينة دسائس ومؤامرات القصر تعمل لكسب ثقة الملك الجديد، أمير أستورياس الذي سيصبح فيليبي الرابع. بعد وفاة الملك عام 1621م بسبب حمى أصابته سنة 1619م لدى عودته من رحلة إلى البرتغال، التي حصل من خلالها على بيعة البرتغاليين لولي عهده، اختار الملك الجديد فيليب الرابع دوق أوليفاريس كحاجب له.

### سياسته الداخلية
أجرى حاجبه الجديد سلسلة من الإصلاحات للحفاظ على الهيمنة الإسبانية في أوروبا. وقد أجريت هذه التغييرات في أربعة جوانب هي: إصلاح الحياة العامة، وتشجيع النشاط الاقتصادي، وتطوير آلية جمع الضرائب، والدفع لتشكيل جيش موحد.
حاول دوق أوليفاريس فرض القوانين والعادات القشتالية على كل المملكة لتوحيد المجتمع، على شكل ضرائب وإدارة وقوانين موحدة. لكنه لم يفلح في ذلك بسبب معارضة النبلاء للمقترحات الجديدة.
ولكسب شعبية أكبر، شن الملك الجديد حملة ضد الفساد داخل جهاز العهد السابق. فأمر بحبس دوق أوسيدا ودوق أوسونا، ومصادرة ممتلكات دوق ليرما وأخضع رودريغو كالديرون للعدالة وكان مصيره الحكم بالإعدام. وهؤلاء كانوا من منافسي الحاجب دوق أوليفاريس.
وبموجب مرسوم ملكي، أمر أولئك الأشخاص الذين يشغلون مناصب عامة بالتصريح بممتلكاتهم. ومن أجل مسايرة وتتبع هذا المرسوم شكل مجلس الإصلاح  الذي سيتطور ويتحول لجهاز مخصص لضمان الحياة العامة للمواطنين.
اهتم الملك الجديد بزيادة عدد سكان إسبانيا لإعمار البلاد؛ فحظر الهجرة إلى الخارج وشجع على دخول المهاجرين.
وللترويج للتعليم، أمر ببناء الكلية الملكية بمدريد في 1629م وغيرها من المؤسسات، التي كان يسيرها اليسوعيين. وسعى لمنع البغاء في جميع البلاد في إطار «إصلاح العادات».

### إصلاح نظام الضرائب
لجأ فيليب الرابع إلى فرض ضرائب جديدة على التاج تجمع بطريقة أكثر إنصافا. قاومت الممالك الهامشية هذه الضرائب الجديدة، وصلت لأعمال شغب. لم يقبل النبلاء الضريبة المرتفعة على الأغنياء ولا على السلع الكمالية، وتمكنوا من إيقاف تنفيد هذه التدابير بشكل متكرر.
فشل هذا الإصلاح في وقت زادت فيه النفقات. فلجأ الملك وحاجبه لإصدار الملكيات الدائمة (بالإسبانية: juro)، وقروض للمصرفيين اليهود البرتغاليين وحق إعلان الإفلاس (في الواقع، تعليق دفع الديون) في وقت الحاجة الماسة.

### اتحاد عسكري
قرر الكونت-دوق أوليفاريس فرض وحدة بالقوة على ممالك شبه الجزيرة عبر مشروع اتحاد عسكري سنة 1626م. وقد طلب من كل إقليم توفير عدد من الجنود يتناسب مع عدد سكانه. رفض الممثلين الكتلان في برلمان أراغون هذا الطلب. فتدخل أوليفاريس فألغلى هذا الجهاز الأراغاوني ونشب عنه نزاع بين مدريد والكتلان.

### سياسته خارجية
خلال هذه المرحلة ركزت السياسة الخارجية على الحفاظ على سمعة الملكية في أوروبا. إنه وقت الصراعات التي ستتأثر فيها إسبانيا.

#### حرب الثلاثين عاما (1618 - 1648م)
مقال تفصيلي: حرب الثلاثين عاما

#### هولندا
عادت هولندا إلى التاج الأسباني لعدم انجاب إيزابيل كلارا يوجينيا وألبرت السابع، أرشيدوق النمسا أي ذرية. بعد انتهاء هدنة الاثنا عشر عاما مع جمهورية البلدان السبعة المنخفضة في 1621م، بدأت الأعمال العدائية. وهكذا بدأت المناورات ضد المصالح الهولندية في الموانئ الأوروبية. وفي البر، تركزت الحرب في حصار كبير للمدن، كما حدث في بريدا، التي استطاع أمبروسيو دي سبينولا السيطرة عليها عام 1625م، وهو أرستقراطي بندقي خدم كجنرال إسباني.
كان رد الهولنديين مركزا على مستوى البحر. حيث استحوذوا على ريسيفي في بيرنامبوكو، على ساحل البرازيل البرتغالية. وفي عام 1628م استولى القرصان الهولندي بييت هاين على أسطول جزر الهند.
قام شقيق الملك، الكاردينال-إنفانتي فرناندو من النمسا، بعد تمكنه من هزمة البروتستانتيين والسويديين في معركة نوردلينجن على الأرضي الألمانية عام 1634م، بغزو الأراضي الهولندية عام 1635م، في محاولة لإنهاء الحرب. توقفت حملته مع بداية الحرب ضد فرنسا. وبعد الهزيمة الساحقة في معركة داونز البحرية سنة 1639م، فقدت إسبانيا إمكانية إرسال تعزيزات إلى فلاندرز وأصبحت المصالح الملكية في هولندا في وضع لا يحسد عليه.

#### إنجلترا
أدى صعود تشارلز الأول إلى العرش الإنجليزي إلى استئناف الأعمال العدائية بين إسبانيا وإنجلترا. ففي عام 1625م نفذ أسطول إنجليزي هجوم فاشل على قادس، هذه الحملة شكلت بالنسبة إلى هولندا حصولها على حليف جديد ضد النظام الملكي وعرقلة النشاط البحري الإسباني مع أوروبا في بحر كانتابريا. أدى التنافس التجاري بين البلدين في جزر الهند الغربية إلى اندلاع الحرب الأنجلو-إسبانية في عام 1655م ضد الكمنولث الإنجليزي وزعيمه أوليفر كرومويل.

#### فرنسا
تواجد سلالة هابسبورغ على معظم الحدود الفرنسية، جعل فرنسا تنتهج سياسة المواجهات ضد الملكية الإسبانية بعد وصول الكاردينال ريشيليو، رئيس وزراء لويس الثالث عشر ملك فرنسا. تسببت انتصارات الجيوش الإمبراطورية في حرب الثلاثين عاما سنة 1635 في اتخاد فرنسا قرار التدخل إلى جانب البروتستانت. فأعلنوا الحرب على إسبانيا.
بمساعدة القوات الإمبراطورية، تمكن الاسبان من هزيمة الفرنسيين في معركة هونكورت عام 1635م. في العام التالي، تمكن الكاردينال-إنفانتي دون فرناندو، شقيق الملك فيليب الرابع، من الوصول إلى أبواب باريس سنة 1636م، ولكنه انسحب بسبب نقص الموارد. الرد الفرنسي كان مدويا حيث تمكنوا من تهديد شمال إيطاليا، وقطع الاتصال بين إيطاليا وفلاندرز وإرسال جيوشهم إلى البيرينيه. في عام 1639 فقد العرش الإسباني قلعة سالس لو شاتو في روسيون.

### أزمة 1640م
أظهرت قشتالة علامات الإرهاق، حيث كانت المملكة الوحيدة التي تساهم في نفقات مشاريع الملك. ولذلك، قرر حاجب الملك إرغام الممالك الأخرى على المساهمة بشكل متساوي والتخفيف من العقبات المؤسسية التي تعرقل ذلك. خلال هذه المرحلة ستشتعل النزاعات مع كاتالونيا والبرتغال ومنطقة الأندلس.

#### كاتالونيا
مقال تفصيلي: الثورة الكتالانية

#### أراغون
مقال تفصيلي: مؤامرة أراغون

#### أندلوسيا
مقال تفصيلي: مؤامرة انفصال الأندلس (1641)

## روابط خارجية
- فيليب الرابع ملك إسبانيا على موقع الموسوعة البريطانية (الإنجليزية)
- فيليب الرابع ملك إسبانيا على موقع إن إن دي بي (الإنجليزية)